# Caenopteris quadripinnata
Caenopteris quadripinnata là một loài dương xỉ trong họ Aspleniaceae. Loài này được Blanco mô tả khoa học đầu tiên năm 1837.
Danh pháp khoa học của loài này chưa được làm sáng tỏ. 